# GhostBSD
A GhostBSD egy FreeBSD alapú, ingyenes operációs rendszer, amelynek célja, hogy egy bárki által könnyedén telepíthető és használható, ugyanakkor stabil és biztonságos operációs rendszert biztosítson BSD alapokon. Ebből kifolyólag két asztali környezettel érkezik, az egyik a már jól ismert Xfce, a másik pedig a MATE.
A projekt vezetője Eric Turgeon.

## Kiadások
Az új kiadások néhány hónappal az alapjául szolgáló FreeBSD verziók megjelenése után érhetőek el.
| Jelmagyarázat | Régi kiadás; nem támogatott | Régi kiadás; támogatott | Aktuális kiadás | Jövőbeli kiadás |

| GhostBSD kiadás | FreeBSD verzió | Kódnév | Kiadás dátuma        |
| --------------- | -------------- | ------ | -------------------- |
| 1.0             | 8.0            |        | 2010. március 12.    |
| 1.5             | 8.1            |        | 2010. július 29.     |
| 2.0             | 8.2            |        | 2011. március 13.    |
| 2.5             | 9.0            |        | 2012. január 24.     |
| 3.0             | 9.1            |        | 2013. március 10.    |
| 3.1             | 9.1            |        | 2013. június 28.     |
| 3.5             | 9.2            | Levi   | 2013. november 7.    |
| 4.0             | 10.0           | Karine | 2014. október 4.     |
| 10.1            | 10.1           | Éve    | 2015. szeptember 13. |
| 10.3            | 10.3           | Enoch  | 2016. augusztus 29.  |

## Külső hivatkozások
- A GhostBSD projekt honlapja
- GhostBSD Wiki
- A GhostBSD DistroWatch oldala